# Friedl Dicker-Brandeis

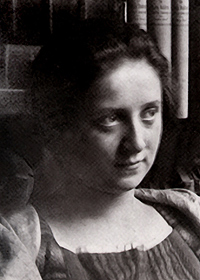
Friedl Dicker (1916)

Friedl Dicker-Brandeis, auch Friedl Dicker, Friedericke Dicker-Brandeis sowie auf Tschechisch Bedřiška Brandeisová (geboren 30. Juli 1898 in Wien; ermordet 9. Oktober 1944 im KZ Auschwitz) war eine österreichische Malerin, Designerin, Kunsthandwerkerin und Innenarchitektin.

## Leben und Wirken
Friedericke Dicker war das einzige Kind des Papierwaren-Verkäufers Simon Dicker (1857–1942) und seiner Frau Karoline, geborene Fanta (1865–1902). Ihre Stiefmutter war Charlotte Dicker, geborene Schön (1866–1943). Sie wuchs in einem jüdisch-bürgerlichen Elternhaus auf und besuchte von 1909 bis 1912 die Wiener Bürgerschule für Mädchen. Von 1912 bis 1914 machte Friedl Dicker an der Graphischen Lehr- und Versuchsanstalt in Wien eine Lehre in Fotografie und Reproduktionstechnik. Danach besuchte sie von 1914 bis 1916 die Textilklasse der Kunstgewerbeschule Wien. Dort gehörten der Kunstpädagoge Franz Čižek (1865–1946) und Rosalia Rothansl (1870–1945) zu ihren Lehrern. Von 1916 bis 1919 studierte Friedl Dicker an der privaten Kunstschule von Johannes Itten (1888–1967) in Wien. Als Johannes Itten im Oktober 1919 eine Lehrerstelle am Bauhaus in Weimar antrat, erwarteten ihn dort auch etliche seiner Wiener Studenten, darunter Friedl Dicker, Franz Singer (1896–1954), Margit Téry und Anny Wottitz.
In Weimar hatte Friedl Dicker Kontakt zu zahlreichen Künstlern, wie Walter Gropius (1883–1969), Oskar Schlemmer (1888–1943) und Paul Klee (1879–1940). Zusammen mit Franz Singer entwarf sie zwischen 1920 und 1924 zahlreiche Kostüme und Bühnenbilder für Theater in Berlin und Dresden. Nach dem Ende ihres Studiums im September 1923 gründete sie mit Franz Singer in Berlin-Friedenau die Werkstätten Bildender Kunst und ab 1926 in Wien das Gemeinschaftsatelier Singer & Dicker. Dort arbeitete Friedl Dicker hauptsächlich im Bereich der Innenarchitektur.
Privat war die Beziehung der beiden Künstler kompliziert und konfliktreich. Franz Singer war ab 1921 mit der Sängerin Emmy Heim (1885–1954) verheiratet. Er hatte mit Friedl Dicker eine langjährige Liebesbeziehung, bei der sie mehrfach schwanger wurde. Da er jedoch mit ihr kein Kind wollte, wurde sie jedes Mal zur Abtreibung gezwungen. 1931 trennten sich die Wege der beiden, und Friedl Dicker eröffnete in Wien ein eigenes Atelier.
Friedrich Achleitner schreibt zum Schicksal der Architektengemeinschaft:
„So gehört es zur tragischen Ironie dieses Werkes, daß alles, was mit dem Ort verbunden war, zerstört wurde, ausgerottet mit dem unbestechlichen Instinkt für jene Qualitäten, die das eigene Denken in Frage stellen könnten. Die Arbeiten Friedl Dickers und Franz Singers repräsentierten eine Kultur, deren Vertreibung und Vernichtung schon lange beschlossen war. Wer als junger Mensch in den fünfziger Jahren noch die Ruine des „Gästehauses Heriot“ in der Rustenschacher Allee gesehen hat, glaubte nicht einer Vergangenheit, sondern der Zukunft begegnet zu sein“.
Friedl Dicker war seit 1931 Mitglied der Kommunistischen Partei. Im Jahr 1931 wurde sie wegen kommunistischer Aktivitäten verhaftet. 1933 emigrierte sie nach Prag. Dort heiratete sie im April 1936 ihren Cousin Pavel Brandeis und wurde tschechoslowakische Staatsbürgerin. In Prag setzte sie ihre künstlerischen und innenarchitektonischen Arbeiten mit ihren Kolleginnen Grete Bauer-Fröhlich und Karola Bloch fort; mit Bloch bildete sie ein Architekturbüro und veröffentlichte 1937 den Aufsatz „Wie reorganisiere ich meine Wohnung“, in dem wandelbare Möbel für kleine Wohnungen propagiert wurden. 1938 zogen Friedl Dicker-Brandeis und ihr Mann nach Hronov. Beide arbeiteten in der Textilfabrik B. Spiegler & Söhne.
Im September 1942 wurde das Ehepaar in das Ghetto Theresienstadt deportiert. Hier gelang es Friedl Dicker-Brandeis noch, Zeichenkurse für Kinder zu organisieren. „Als ihr Mann aus Terezin deportiert wird, meldet sie sich freiwillig für den nächsten Transport, nach Auschwitz.“ Im KZ Auschwitz wurde Friedl Dicker-Brandeis 1944 im Alter von 46 Jahren in einer Gaskammer ermordet. Ihr Mann Pavel Brandeis überlebte den Holocaust.

## Ehrungen und Auszeichnungen

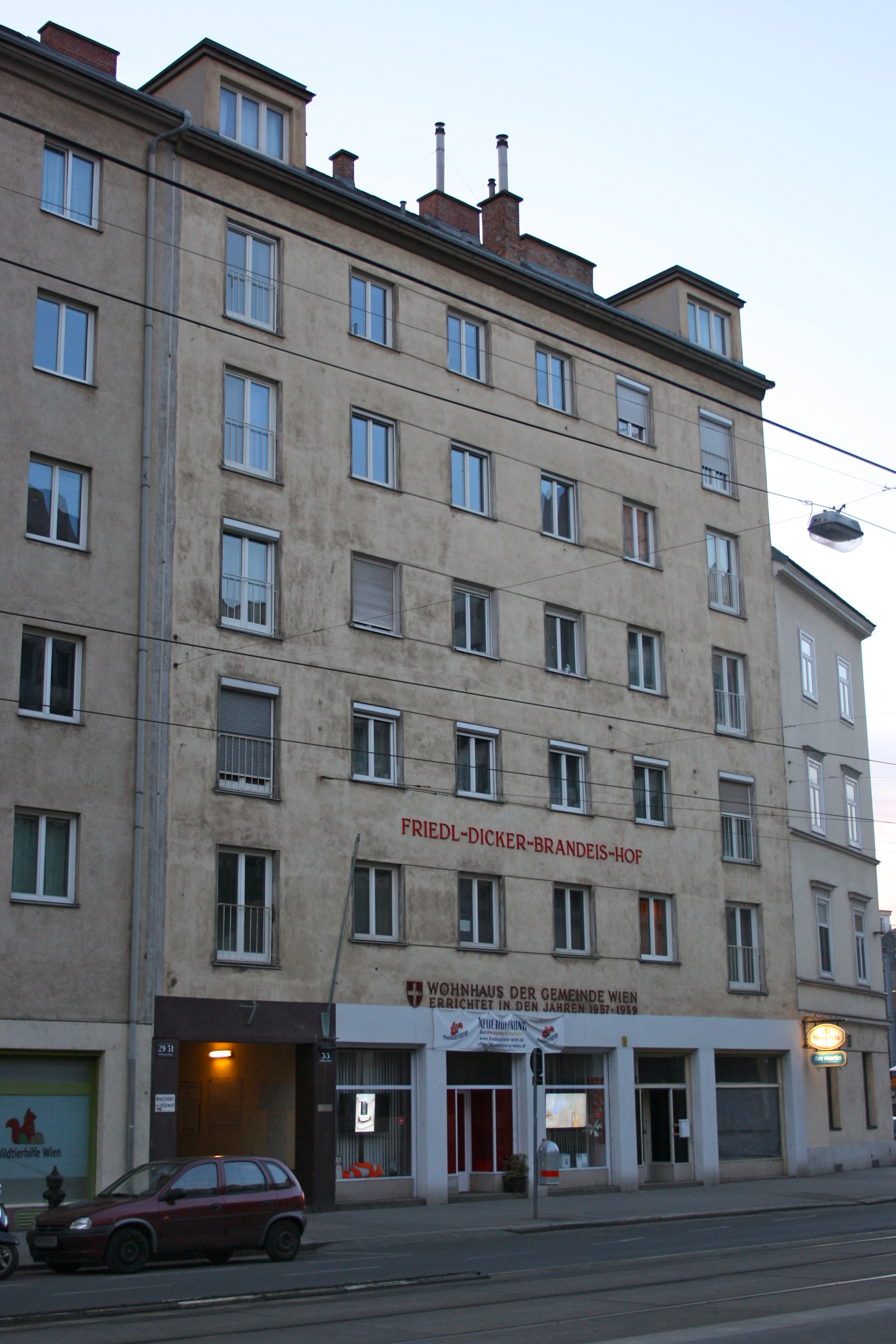
Der 2016 benannte Friedl-Dicker-Brandeis-Hof in Wien-Alsergrund, Althanstraße 33.

Die gemeinsamen Arbeiten mit Franz Singer wurden mehrfach ausgezeichnet und unter anderem in der Ausstellung Moderne Inneneinrichtungen im Österreichischen Museum für angewandte Kunst gezeigt.
Die 1957 bis 1959 erbaute städtische Wohnhausanlage mit der Adresse Althanstraße 33 im Wiener Gemeindebezirk Alsergrund wurde im Jahr 2016 „Friedl-Dicker-Brandeis-Hof“ benannt.
2019 wurde eine Fläche der WeiberWirtschaft in Berlin nach Dicker benannt.
Im Bremer Stadtteil Neustadt ist eine Straße nach Dicker benannt.
2022 wurde in Wien-Leopoldstadt ein Teil des Gehweges entlang des Donaukanals Friedl-Dicker-Brandeis-Promenade benannt.

## Werk

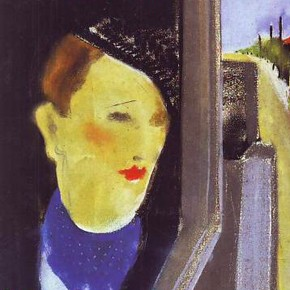
Porträt einer Frau (1940)

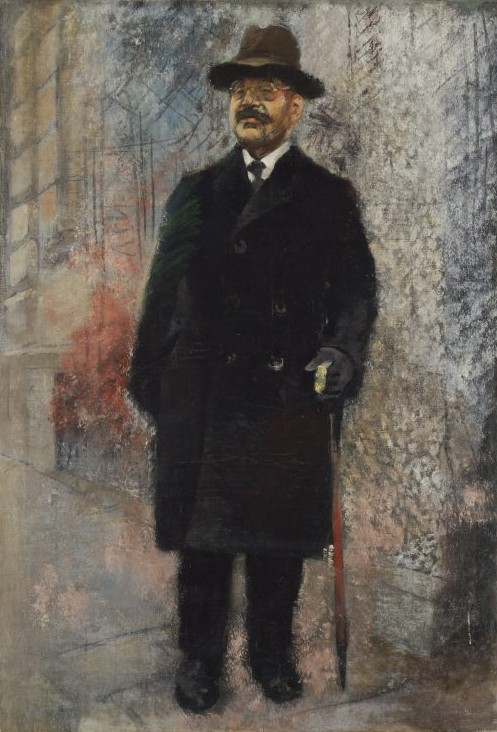
Bildnis eines Mannes

Dicker-Brandeis ist bekannt für ihre politische Kunst. Sie griff aktuelle und brennende Themen der politischen Auseinandersetzung auf und positionierte sich in subtiler und komplexer Weise dazu. Sie nutzt das Mittel der Collage aus Zeitungsschlagzeilen aus der deutschen und internationalen Presse, eigenen und Pressefotos. Themen ihrer Kunst waren die Ideologie des Konsumismus, Armut der Arbeiterklasse, Entwicklung der Sowjetunion, die Entwicklung der Bourgeoisie hin zum Faschismus und das Aufkommen des Nationalsozialismus.
In ihrer Werkserie Verhör verarbeitete sie ihre eigenen Erfahrungen bei der Internierung und Misshandlung. Dicker „gelingt es, das Figurative in Abstraktion aufzulösen, als ob dies einen Schutz der Gefangenen davor böte, der Gewalt ausgesetzt zu werden - eine Gelegenheit, auszuweichen und zu fliehen.“

## Bilder (Auswahl)
- 1918: ohne Titel, (13)
- um 1919–1923: Form- und Tonstudie, (6)
- um 1919–1923: ohne Titel, (38)
- um 1919–1923: St. Peter, (35)
- um 1920: Porträt einer Frau, (1)
- um 1920: Porträt eines Mannes, (2)
- um 1920: Landschaft, (5)
- um 1920: Flirtendes Paar I, Flirtendes Paar II und Flirtendes Paar III, (30, 31, 32)
- um 1920: Sitzender mit Flügeln I und Sitzender mit Flügeln II, (27, 28)
- um 1920: Entwurf für eine Einladung, (20)
- 1920: Einladung für den ersten Bauhausabend: Lesung Else Lasker-Schüler, (23)
- 1920–1921: vier Studien zu „Anna Selbdritt“, (9, 10, 16, 17)
- 1921: Gestaltung einer Seite aus „Utopia“, (24)
- um 1934–1936: Begonien auf dem Fensterbrett, (60)
- um 1934–1936: Blick auf die Moldau, (49)
- um 1934–1936: Straßenansicht Prag-Nusle, (51)
- um 1934–1938: Traum, (70)
- 1934: Verhör I, (64)
- um 1935–1936: Kinder im Tiergarten, (68)
- um 1936–1937: Blick aus dem Fenster in Franzensbad, (52)
- um 1937–1938: Zigeunerin mit Kind, (47)
- um 1938–1940: Porträt der Maria Brandeis, (42)
- um 1938–1942: Straße zum evangelischen Friedhof, (54)
- 1938: Fuchs lernt Spanisch, (65)
- 1939: Pavel und Maria Brandeis, (45)
- 1939: Ansicht von Ostas, (58)
- um 1940: Fuchs lernt Spanisch, (67)
- um 1940: Landschaft mit Moldau, (59)
- 1940: Selbstporträt im Wagen, (44)
- 1940: Stillleben mit Pinseln, Flaschen und Laub, (62)
- um 1943–1944: Ansicht in Theresienstadt, (78)
- um 1943–1944: Ansicht von Theresienstadt, (76)
- um 1943–1944: Aussicht aus dem Korridorfenster Im Haus L410 (Kinderheim), (77)
- um 1943–1944: Frauenporträt, (71)
- um 1943–1944: Porträt eines Mannes, (72)
- um 1943–1944: Porträt eines jungen Mannes, (73)
- 1944: Blumenstrauß mit Schlüsseln, (79)
- 1944: Kindergesicht, (75)[10]
- Eine negative und eine positive Form eines Kraftfeldes, 1941
- Stillleben mit Spielzeug, 1936–38

## Arbeiten und Entwürfe (Auswahl)
→ Werkliste im Artikel Franz Singer

## Ausstellungen (Auswahl)
- 1940: Ausstellung von 12 ihrer Bilder in der Royal Arcade Gallery, London
- 1970: Friedl Dicker – Franz Singer, Darmstadt
- 1988: Friedl Dicker-Brandeis 1898–1944, Prag
- 1989: Friedl Dicker-Brandeis and Her Pupils, Moskau, Riga, Vilnius
- 1989: 2x Bauhaus in Wien: Franz Singer / Friedel Dicker, Wien
- 1990: 2x Bauhaus in Wien: Franz Singer / Friedel Dicker, Architekturmuseum Basel (24. Februar bis 8. April 1990)
- 1990: From Bauhaus to Terezín. Friedl Dicker-Brandeis and Her Pupils, Yad Vashem Jerusalem
- 1991: Vom Bauhaus nach Terezín. Friedl Dicker-Brandeis und die Kinderzeichnungen aus dem Ghetto-Lager Theresienstadt, Jüdisches Museum Frankfurt
- Friedl Dicker-Brandeis. Ein Leben für Kunst und Lehre Wanderausstellung
  - 1999: Palais Harrach, Wien (25. Oktober bis 1. Dezember 1999)
  - 2000: Universalmuseum Joanneum, Graz (19. Januar bis  4. März 2000)
  - 2000: Egon Schiele Art Centrum, Český Krumlov (25. Juni bis 18. Oktober 2000)
  - 2000–2001: Musée d’art et d’histoire du Judaïsme, Paris (14. November 2000 bis 6. März 2001)
  - 2001: Schwedisches Nationalmuseum, Stockholm (28. März bis 28. Juni 2001)
  - 2001: Bauhaus-Archiv, Berlin (18. Juli bis 15. Oktober 2001)
  - 2001–2002: William Breman Heritage Museum, Atlanta (1. Dezember 2001 bis 1. März 2002)
  - 2002: Tokyo Fuji Art Museum, Hachiōji und fünf weitere Ausstellungen in Japan
  - 2003: Museum der Toleranz, Los Angeles
  - 2003: Mailand
  - 2005: New York City
- 2022: Friedl Dicker-Brandeis : Bauhaus-Schülerin, Avantgarde-Malerin, Kunstpädagogin. Lentos, Linz – bis 29. Mai 2022[11][12]
- 2024/2025: Radikal! Künstlerinnen* und Moderne 1910–1950. Museum Arnhem, Saarlandmuseum, Österreichische Galerie Belvedere